# Cury (Perú)
Cury es un caserío peruano ubicado en el distrito de Las Lomas, perteneciente a la provincia y departamento de Piura, al norte del Perú. 

## Ubicación
Cury se ubica al norte de la provincia de Piura, en el distrito de Las Lomas, en el departamento de Piura.

## Demografía
En 2017 Cury tenía una población de 178 habitantes.
| Gráfica de evolución demográfica de Cury entre 1993 y 2017 |
|                                                            |
| Fuentes: Población 1993 (junto con Lagartos) y 2017        |